# ميغومي إيشي
ميغومي إيشي (باليابانية: 石井めぐみ؛ بالكانا: いしい めぐみ) هي سياسية وممثلة يابانية، ولدت في 18 أكتوبر 1958 في تشوفو في اليابان.

## وصلات خارجية
- الموقع الرسمي